# جورجینا لی
جورجینا لی (به انگلیسی: Georgina Lee) (زادهٔ ۱۴ اوت ۱۹۸۱) شناگر اهل بریتانیا است.